# L'Affaire Bellamy
Pour les articles homonymes, voir Bellamy.
Pour plus de détails, voir Fiche technique et Distribution.
L'Affaire Bellamy (titre original : Bellamy Trial) est un film américain réalisé par Monta Bell, sorti en 1929. 
Le film est partiellement disparu, seules les bobines 7 et 8 ont été conservées. Il est partiellement parlant.

## Synopsis
Lorsque Mimi Bellamy, une jeune femme dont la conduite n'est pas entièrement irréprochable est poignardée à mort dans une loge, deux personnes sont jugées : son mari, Stephen, et Sue Ives, une belle jeune femme. Les deux suspects sont contre-interrogés par le procureur, mais le jury les déclare non coupables. Un homme qui n'avait pas encore été entendu au procès se présente alors et apporte son témoignage.

## Fiche technique
- Titre : L'Affaire Bellamy
- Titre original : The Bellamy Trial
- Réalisation : Monta Bell
- Scénario : Monta Bell, Joseph Farnham d'après le roman The Bellamy Trial de Frances Noyes Hart[3]
- Photographie : Arthur C. Miller
- Montage : Frank Sullivan
- Musique : William Axt, Paul Marquardt
- Producteur : Harry Rapf
- Société de production : Metro-Goldwyn-Mayer
- Pays de production :  États-Unis
- Langue de tournage : Anglais américain
- Format : Noir et blanc — 35 mm — 1,37:1 — Son : Mono (MovieTone, pour les séquences parlantes et les effets sonores)
- Genre : Film dramatique[4]
- Durée : 95 minutes (1 h 35)
- Dates de sortie :
  - États-Unis : 23 janvier 1929
  - France : 24 janvier 1930

## Distribution
- Leatrice Joy : Sue Ives
- Betty Bronson : Reporter
- Edward J. Nugent : Reporter
- George Barraud : Pat Ives

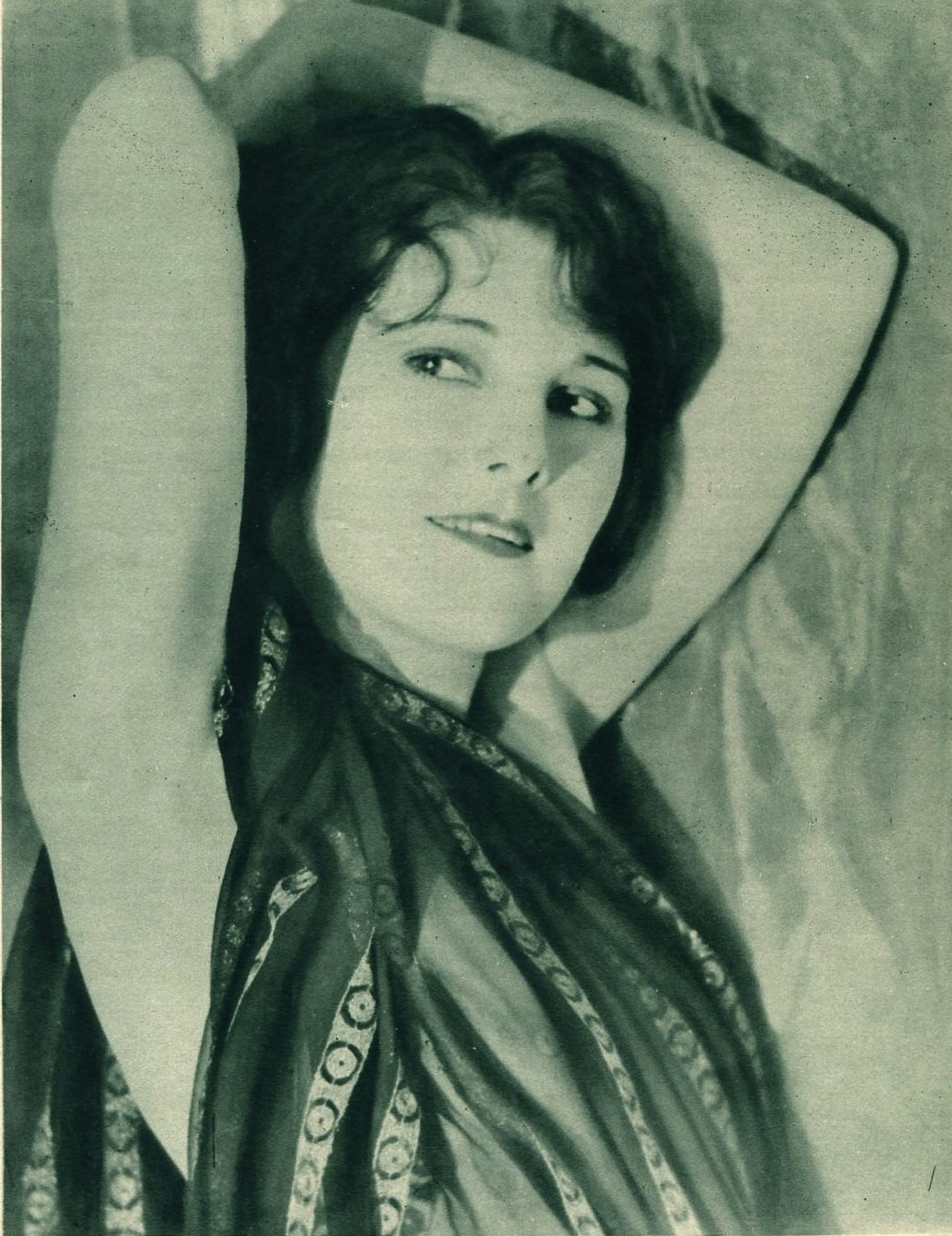
Leatrice Joy.

- Margaret Livingston : Mimi Bellamy
- Kenneth Thomson : Stephen Bellamy
- Margaret Seddon as Mother Ives
- Charles Middleton :: District Attorney
- Charles Hill Mailes : Defense Attorney
- William H. Tooker : Judge Carver
- Cosmo Kyrle Bellew
- Robert Dudley : Coroner
- Jacqueline Gadsdon
- Dan Mason
- Jack Raymond
- Polly Ann Young